# Liste von Höhlen in Wuppertal

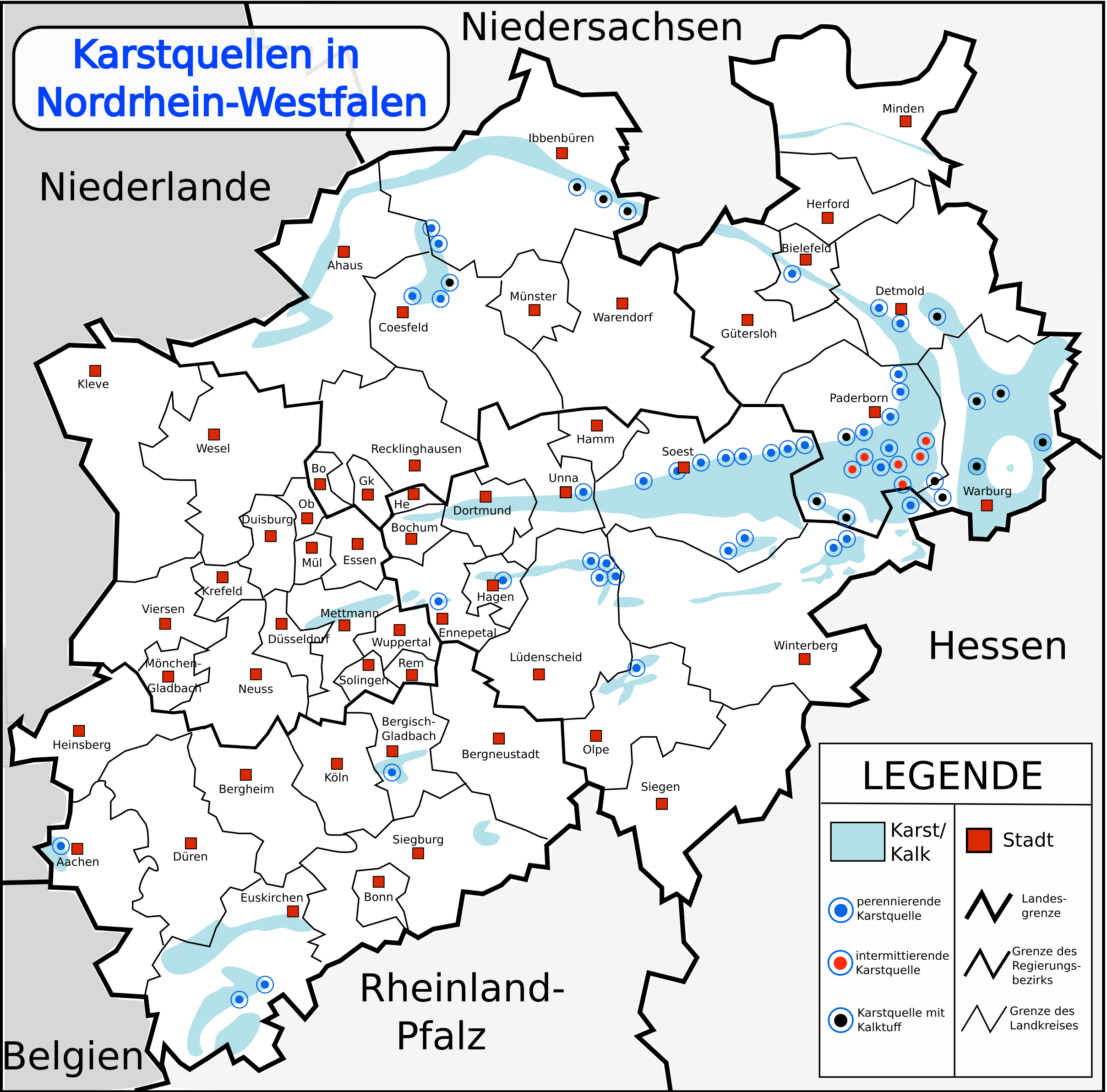
Karstzonen in Nordrhein-Westfalen

Die Liste von Höhlen in Wuppertal enthält Höhlen auf dem Stadtgebiet von Wuppertal. Die bekannteste und größte ist das Großhöhlensystem der Hardthöhlen, die mit einer Gesamtlänge von mehr als 4000 m die zweitgrößte Nordrhein-Westfalens ist. Sämtliche Höhlen in Wuppertal sind keine Schauhöhlen und vor unbefugtem Betreten gesichert.
Die Liste ist nicht vollständig. Sie enthält Höhlen, die in der Literatur oder im Internet Erwähnung gefunden haben. Die Tabelle ist sortierbar, eine Vorsortierung erfolgt über die Ganglänge. Ein Eintrag „unbekannt“ bedeutet in dieser Tabelle, dass zu dieser Angabe bislang kein Nachweis gefunden wurde.

## Liste
| Höhle                                                                                       | Höhlensystem oder Gruppe | Einordnung       | Lage                     | Bekannte Länge in Meter | Bemerkung                      |
| ------------------------------------------------------------------------------------------- | ------------------------ | ---------------- | ------------------------ | ----------------------- | ------------------------------ |
| Großhöhlen (500 m bis 5000 m Gesamtlänge)                                                   |                          |                  |                          |                         |                                |
| Obere Hardthöhle und Untere Hardthöhle                                                      | Hardthöhlen              | Großhöhlensystem | Hardtberg                | 4037                    | Ehemals getrennt nun verbunden |
| Himmelfahrt-Ponorhöhle                                                                      |                          | Großhöhle        | Höhlengebiet Möddinghofe | 661                     |                                |
| Mittelhöhlen (50 m bis 500 m Gesamtlänge)                                                   |                          |                  |                          |                         |                                |
| Frettlöhrhöhle                                                                              |                          | Mittelhöhle      | Barmen                   | 131                     |                                |
| Tiefe Hardthöhle                                                                            |                          | Mittelhöhle      | Hardtberg                | 120                     | Zugang im Hardtstollen         |
| Ziegenburghöhle I                                                                           | Ziegenburghöhlen         | Mittelhöhle      | Hardtberg                | 70                      |                                |
| Erdmännkes Kuhle                                                                            |                          | Mittelhöhle      | Höhlengebiet Möddinghofe | 60                      |                                |
| Blumenroth-Ponorhöhle                                                                       |                          | Mittelhöhle      | Blumenroth               | 50                      |                                |
| Kleinhöhlen (unter 50 m Gesamtlänge)                                                        |                          |                  |                          |                         |                                |
| Dorper Tunnelhöhle II                                                                       | Dorper Höhlen            | Kleinhöhle       | Dorp-Fazies              | 45                      | Zugang im Dorp-Tunnel          |
| Meinebach-Ponorhöhle                                                                        |                          | Kleinhöhle       | Höhlengebiet Möddinghofe | 31                      |                                |
| Drachenloch                                                                                 |                          | Kleinhöhle       | Rittershausen/Höfen      | 26                      |                                |
| Ziegenburghöhle III                                                                         | Ziegenburghöhlen         | Kleinhöhle       | Hardtberg                | 18                      |                                |
| Dorper Tunnelhöhle I                                                                        | Dorper Höhlen            | Kleinhöhle       | Dorp-Fazies              | 16                      | Zugang im Dorp-Tunnel          |
| Ziegenburghöhle II                                                                          | Ziegenburghöhlen         | Kleinhöhle       | Hardtberg                | 10                      |                                |
| Schachthöhle Fatloh                                                                         |                          | Kleinhöhle       | Fatloh                   | 10                      | Zugang beim Fatloh-Tunnel      |
| Dorper Laughöhle                                                                            | Dorper Höhlen            | Kleinhöhle       | Dorp-Fazies              | unbekannt               | Zugang im Dorp-Tunnel          |
| Dorper Schachthöhle                                                                         | Dorper Höhlen            | Kleinhöhle       | Dorp-Fazies              | unbekannt               | Zugang im Dorp-Tunnel          |
| unbekannt                                                                                   | Dorper Höhlen            | Kleinhöhle       | Dorp-Fazies              | unbekannt               | Zugang im Dorp-Tunnel          |
| Unterste Hardthöhle                                                                         | Hardthöhlen              | unbekannt        | Hardtberg                | unbekannt               |                                |
| Spielplatzhöhle                                                                             |                          | Kleinhöhle       | Rittershausen/Höfen      | unbekannt               |                                |
| Höhle Dorrenberg                                                                            |                          | Kleinhöhle       | Dorrenberg               | unbekannt               | Zugang im Dorrenberg-Tunnel    |
| Fischerhöhle                                                                                |                          | unbekannt        | unbekannt                | unbekannt               |                                |
| Zerstörte Höhlen oder Höhlen, von denen es nur schriftliche Überlieferungen oder Sagen gibt |                          |                  |                          |                         |                                |
| Döppersberghöhle I                                                                          | Döppersberghöhlen        | Kleinhöhle       | Döppersberg              | unbekannt               | zerstört im 21. Jahrhundert    |
| Döppersberghöhle II                                                                         | Döppersberghöhlen        | Kleinhöhle       | Döppersberg              | unbekannt               | zerstört im 21. Jahrhundert    |
| Zwergenhöhle                                                                                |                          | unbekannt        | Kluse                    | unbekannt               | zerstört im 19. Jahrhundert    |
| Islandhöhle                                                                                 |                          | unbekannt        | Island                   | unbekannt               | erwähnt in einer Sagensammlung |